# Saint-Clair-de-Halouze
 Saint-Clair-de-Halouze  es una población y comuna francesa, situada en la región de Baja Normandía, departamento de Orne, en el distrito de Alençon y cantón de Domfront.

## Demografía
| 1087 | 1050 | 934 | 794 | 866 | 845 |
| Para los censos de 1962 a 1999 la población legal corresponde a la población sin duplicidades (Fuente: INSEE [Consultar]) |      |     |     |     |     |